# Hideo Ōtake
Otake Hideo (大竹英雄 Ōtake Hideo?) (12 de mayo de 1942) es un jugador de go profesional japonés.

## Biografía
Otake nació en la ciudad de Kitakyushu, Japón. Se unió a la legendaria escuela de Kitani Minoru con 9 años y rápidamente subió de nivel hasta convertirse en profesional en 1956, con 14 años. Progresó rápidamente hasta convertirse en 9 dan en 1970. No tiene mucha paciencia, lo cual puede verse cuando se le ve a veces leyendo cómics mientras espera a que su oponente juegue.[cita requerida].
Es Gosei honorario.
Es conocido por su juego rápido por lo que se ha ganado el apodo de "El dios del hayago".
Desde 2009 es presidente de la Federación Internacional de Go

## Campeonatos y subcampeonatos
| Título            | Años ganado                  |
| ----------------- | ---------------------------- |
| Actuales          | 19                           |
| Meijin            | 1976, 1978, 1979             |
| Judan             | 1969, 1980, 1981, 1993, 1994 |
| Oza               | 1975                         |
| Gosei             | 1980 - 1985                  |
| Copa NEC          | 1986, 1988, 1995             |
| Ryusei            | 1992                         |
| Extintos          | 15                           |
| Meijin antiguo    | 1975                         |
| Campeonato Hayago | 1973, 1976                   |
| Kakusei           | 1981, 1983, 1984, 1987, 1988 |
| Dai-ichi          | 1970 - 1975                  |
| Continentales     | 1                            |
| Copa TV Asiática  | 1994                         |
| Internacionales   | 1                            |
| Copa Fujitsu      | 1992                         |

| Título            | Años perdido                                   |
| ----------------- | ---------------------------------------------- |
| Actuales          | 26                                             |
| Kisei             | 1981, 1990                                     |
| Meijin            | 1977, 1980, 1982, 1983, 1984, 1990, 1992, 1993 |
| Honinbo           | 1988                                           |
| Judan             | 1971, 1982, 1985, 1995                         |
| Oza               | 1969, 1976, 1983                               |
| Gosei             | 1976, 1979, 1986                               |
| Copa NEC          | 1981, 1990                                     |
| Copa NHK          | 1972, 1983, 1990                               |
| Extintos          | 5                                              |
| Kakusei           | 1986, 1991, 1992                               |
| Campeonato Hayago | 1974, 1979                                     |
| Internacionales   | 1                                              |
| Copa Ing          | 1992                                           |